# Nuit noire (film, 2004, Colas)
Pour les articles homonymes, voir Nuit noire.
Ne doit pas être confondu avec Nuit noire (film, 2004, Canijo) ou Nuit noire, 17 octobre 1961.
Pour plus de détails, voir Fiche technique et Distribution.
Nuit noire est un  film franco-belge réalisé par Daniel Colas et sorti en 2004.

## Fiche technique
- Réalisation : Daniel Colas
- Scénario : Daniel Colas
- Production : Omazo Productions, Ziza Films
- Image : Ivan Kozelka
- Musique : Bernard Becker
- Montage : François Itey
- Durée : 105 minutes[1]
- Date de sortie : 1er avril 2004

## Distribution
- Anouk Grinberg : Sandra
- Michel Galabru : le père
- Daniel Russo : Bernard
- Nicole Calfan : Marie-Hélène
- Claire Maurier : la mère
- Thierry Hancisse : Tony
- Olivier Nilson : Maurice Tournier
- Marie Denarnaud : Fanny
- Didier Bezace : Moreau
- Daniel Colas : le ministre
- Hubert Drac : Adjoint Moreau
- Max Élisée : un flic
- Coralie Colas : femme-flic